# Gnaphosa perplexa
Gnaphosa perplexa är en spindelart som beskrevs av Denis 1958. Gnaphosa perplexa ingår i släktet Gnaphosa och familjen plattbuksspindlar.
Artens utbredningsområde är Afghanistan. Inga underarter finns listade i Catalogue of Life.